# Стефан Камбосев
Стефан Крумов Камбосев е български лекар хирург.

## Биография
Роден е през 1900 година в Сливен, в семейството на д-р Крум Камбосев, завършил във Франция, специализирал в Швейцария.
Завършва Сливенската мъжка гимназия като първенец на випуска (1919). Започва да учи медицина в Бреслау, днес в Полша, където остава до 3-ти курс, след което продължава следването си в Берлин. Завършва медицина на 24-годишна възраст, след което се завръща в България.
Постъпва в Александровската болница, в Клиниката по хирургия на проф. Александър Станишев, където специализира хирургия. Става главен асистент на проф. Станишев (до 1930). След това специализира оперативна гинекология в Майчин дом при проф. Стаматов.
От 1930 до 1933 г. работи в Шумен, където завежда хирургичното отделение в Държавната болница. Въвежда кръвопреливането при тежки хирургични и гинекологични операции. От 1934 до 1938 г. е в Бургаската кооперативна болница. През този период публикува в „Ц.Б.Ф. Хируржи“. След това се завръща в родния си Сливен, където завежда хирургичното отделение (тогава наричано оперативен блок), а от 1939 до 1941 г. е директор на Околийската болница в града. Работи в областта на общата хирургия, коремната хирургия, ортопедията и травматологията.
По време на Втората световна война е мобилизиран през 1941 – 1942 г. и изпратен да специализира в областта на ортопедията и травматологията във Виена, Берлин и Мюнхен, където работи при именитите професори Лоренц Бьолер и Герхард Кюнчер. След завръщането си в България е в Общоармейската болница (днес Военна болница). Той първи в България извършва интраосална остеосинтеза на костите по метода на Кюнчер. Сътрудничи на немските списания „Хирург“ и „Централно списание по гинекология“. Публикува статии за лечението на комплицираните наранявания, острич и хроничния апендицит – оперативна тактика и оперативен достъп. Превежда от немски няколко ръководства по обща медицина и по хирургия. През 1944 – 1945 г. е началник на Военната болница и за дейността си получава редица военни отличия.
След 1945 г. работи в Сливенската военна болница до 1951 г. Отказва да заеме поста завеждащ хирургичната клиника на новооткриващия се в Пловдив медицински факултет. През 1951 – 1952 работи в Сливенската околийска болница като старши ординатор в хирургичното отделение. От 1952 г. завежда ортопедичен, а през 1955 – 1956 г. урологичен кабинет. Пенсионира се през 1965 г. След това продължава да работи – в хирургичния кабинет на Работническата поликлиника до 1968 г.
Умира в началото на февруари 1969 г.
Определян е от колегите си като един от най-известните тогава хирурзи в България, а контактуването с него – като школа (д-р Ив. Панайотова). Д-р Попов отбелязва, че въпреки че се е пенсионирал като ординатор и е бил неоценен, те се прекланят пред паметта му и съжаляват, че „все още не сме се изравнили със знанията и възможностите на такива хирурзи като д-р Стефан Крумов Камбосев“.